# Milisekundový pulz
Milisekundový pulz neumí vysvětlit klasická teorie pulzarů. Tyto pulzy by mohly sice produkovat velmi mladé neutronové hvězdy, ale tato možnost odpadla, když astronomové našli milisekundové pulzary i v kulových hvězdokupách, v nichž není pro mladé hvězdy místo. Pro milisekundové pulzary tak zůstává jediné vysvětlení. Jsou to dvojhvězdy, jejichž jednou složkou je neutronová hvězda a druhou horká hvězda ztrácející látku ve formě hvězdného větru, nebo červený obr ztrácející látku z aktivní chromosféry. Gravitace neutronové hvězdy doslova vysává látku svého společníka a vytváří okolo neutronové hvězdy akreční disk. Zbytek látky dopadá přímo na povrch neutronové hvězdy. Akreční disk dosahuje teploty několika milionů °C. Zahřívá ho teplo z přeměny gravitačního potenciálu látky při pomalém přibližování se k povrchu neutronové hvězdy. Látka při pohybu po spirále odevzdá rotační hybnost neutronové hvězdě, čímž zvyšuje rychlost její rotace. Tento proces může změnit normální pulzar v milisekundový.